# Anopheles vanus
Anopheles vanus este o specie de țânțari din genul Anopheles, descrisă de Walker în anul 1859. Conform Catalogue of Life specia Anopheles vanus nu are subspecii cunoscute.